# Ис (посёлок)
Ис — посёлок в Нижнетуринском муниципального округе Свердловской области России. С 1933 по 2004 год имел статус рабочего посёлка (посёлка городского типа). В 1933—1955 являлся административным центром Исовского района.

## Население
| 1959   | 1970  | 1979  | 1989  | 2002  | 2010  | 2021  |
| ------ | ----- | ----- | ----- | ----- | ----- | ----- |
| 10 881 | ↘6403 | ↘6321 | ↘5576 | ↘4808 | ↘4229 | ↘3222 |

## География
Посёлок Ис расположен среди гор Среднего Урала, на берегу реки Ис. Посёлок находится на севере Свердловской области, в 15 километрах на северо-запад от города Нижней Туры и в 232 километрах на северо-запад от Екатеринбурга. Расстояние до Москвы — 1367 километров.

## История

### Уральский Клондайк
Это место часто называют «Уральским Клондайком», поскольку здесь ещё в 1824 году были открыты месторождения россыпного золота и платины.
В 1830-х гг. на берегу реки Исы (современное название — Ис) появился посёлок Конюхово, основанный золотопромышленником Конюховым. В середине XIX века здесь началась настоящая «золотая лихорадка». К началу XX века в Исовском и Тагильском платиносодержащих районах (Верхотурский и Пермский уезды Пермской губернии) вырабатывалась значительная часть всей годовой добычи платины (до 80 % мировой добычи). В Нижне-Тагильском районе располагались Висимо-Шайтанский, Черноисточинский, Антоновский заводы, в Исовском районе — Нижне-Туринский завод и целый ряд приисков вдоль рек. Рудниками владели наследники П. П. Демидова, князя Сан-Донато, и графа П. П. Шувалова.
В 1904 году в Конюхово была переведена резиденция управляющего платино-промышленной компании, а посёлок получил новое название — Екатерининский. После Гражданской войны он был переименован ещё раз, получив своё современное название — Ис. Статус посёлка городского типа имел с 1933 года.
В августе 1904 года на Исовском месторождении был найден самородок платины весом 7860,5 г. Его доставили лично Николаю II на золотом блюде в сопровождении уральского бергмейстера. На сегодня это самый крупный из известных и сохранившихся самородков данного металла. Имеет название «Уральский великан» и хранится в Алмазном фонде Московского Кремля.
К середине XX века коренные платиновые месторождения на Урале полностью вырабатываются, а новых проявлений найдено не было, несмотря на активные геолого-разведочные работы 40—60-х гг. В настоящее время разрабатываются только россыпные месторождения, главным образом небольшими старательскими артелями, которые перемывают отвалы некогда знаменитых приисков.
Из воспоминаний Ф. А. Родина:

В 1940 году к нам в посёлок привезли 30 или 40 семей спецпереселенцев, в основном эстонцев. Они были высланы вначале в Исовской район в деревню Федино. Там хорошо обосновались, работали, молодёжь после занятий в школе мыла золото и платину, так как там недалеко работала драга и им разрешали мыть в стороне от артели. Это мне стало известно из рассказов ребят, которые приехали с родителями и учились со мной в одном классе. — Родин Ф. А. Из воспоминаний // Книга памяти: посвящается тагильчанам – жертвам репрессий 1917–1980-х годов / Нижнетагил. о-во «Мемориал» / сост., подгот. текста, вступ. ст. В. М. Кириллова. – Екатеринбург : Наука, 1994. С. 139.
Всю войну в этих краях провела известная советская писательница Ирина Велембовская (Шухгальтер), хорошо известная своей прекрасной прозой и культовыми художественными фильмами («Женщины», «Сладкая женщина» и др.). В 1941 году 19-летняя москвичка Ирина Шухгальтер добровольно вступила в ряды РККА. В 1941 году по нелепому обвинению была осуждена и попала в Нижнюю Туру в тюрьму. Вскоре была освобождена и оставлена на поселении. Сначала работала младшей печной в листопрокатном цехе Нижнетуринского металлургического завода, а затем забойщиком и мастером леса в Исовском золото-платиновом приисковом управлении до 1948 года. Об этом написан автобиографический роман «Немцы». Лишь только в 1948 году ей с трудом удалось вернуться домой.
3 марта 1971 года решением облисполкома № 155 в состав Иса вошёл посёлок Федино.

### Открытие нового минерала (исовит)

Самородок платины, найденный на Исовском месторождении. В 1869 г. передан Александром II проф. Т. Иглстоуну. Хранится в Американском музее естественной истории

Исовский прииск. 1950-е гг. Драга № 25

Исовский прииск. 1950-е гг. Драгёр за работой.

Исовит. Найден на Исовском месторождении. Место хранения: Минералогический музей им. А. Е. Ферсмана

В 1997 году геологи Владимир Наумов (Пермь) и М. Е. Генералов (Москва) открыли на Исовских приисках новый минерал, который назвали по месту находки — исовит {\displaystyle {\ce {(Cr, Fe)_23C_6}}}. Новую находку можно было увидеть только под микроскопом. Крошечные зёрна стально-серого цвета образованы на 2/3 из хрома и на 1/4 из железа, а также содержат никель, кобальт и медь. Такие соединения прежде встречались только в искусственном виде.

### Исовский геологоразведочный техникум
Полное название — Государственное образовательное учреждение среднего профессионального образования «Исовский геологоразведочный техникум». Был открыт в помещении семилетней школы посёлка Иса 23 марта 1932 года как Исовский вечерний дражно-гидравлический горный техникум. В СССР это было первое среднее специальное учебное заведение для подготовки специалистов золотоплатиновой отрасли. Первая учебная группа состояла из 30 человек, обучавшихся по специальности «Горный техник». В качестве преподавателей-совместителей работали сотрудники управления Исовскими приисками.
В 1933 году появилась дневная форма обучения и были утверждены первые штатные преподаватели. В 1934 году было закончено строительство собственного учебного трёхэтажного корпуса. В 1936 году открылись две новые специальности: обогатители и маркшейдеры. Осенью 1934 года в техникум были переведены 36 учащихся из закрывшегося Кочкарского техникума, а 1936 году — 127 человек из закрывшегося Читинского техникума. В январе 1937 года состоялся первый выпуск в составе 15 горных техников по разработке россыпных месторождений.
В 1941 году техникум временно (до 1942 года) прекратил свою работу: преподаватели и студенты ушли на фронт или на оборонные предприятия. Здания отвели под размещение института «Гипроалюминий», эвакуированного из Ленинграда. Общежития стали эвакогоспиталями. В годы войны были открыты новые специальности: «Геолог» (1942) и «Горный электромеханик» (1944).
С 1946 года учебное заведение переименовано в Исовский геологоразведочный техникум. В 1950-е годы техникуму передали оборудование предприятия «Уралзолото» для оборудования мастерских. В 1966 году начал работать филиал техникума в Качканаре. В 1975 году принято решение о переносе техникума в Нижнюю Туру. В 1990 году техникум переведён во вновь построенный комплекс в Нижнюю Туру, сохранив при этом название «Исовский геологоразведочный техникум».

## Инфраструктура
В посёлке Исе есть православный храм, клуб с библиотекой, небольшой стадион, школа, два детских сада, участковая больница (общая врачебная практика), пожарная часть, опорный пункт полиции, отделения почты и Сбербанка. В посёлке работает Музей истории Исовского прииска. Популярным местом досуга жителей является городской парк — «Парк культуры имени Артёма».

### Промышленность
По состоянию на 2002 год «Исовский прииск» являлся одним из немногих в России, продолжающим разрабатывать месторождение россыпной платины. Здесь имеется лесхоз и газокомпрессорная станция.

### Транспорт
В посёлке есть автостанция, с которой осуществляются междугородние автобусные рейсы до ближайших городов, Екатеринбурга, Нижнего Тагила и Качканара.

## Музей истории Исовского прииска
Музей основан в 1961 году. Состоит из двух разделов: «Основание прииска и его деятельность до 1917 г.» и «История золотодобычи на прииске в советское время». Уникальными экспонатами музея являются паровая машина начала XX века и коллекция инструментов старателя.
В начале 2000-х годов клуб, где находился музей, сгорел, экспонаты погибли. В 2018 году Нижне-Туринская городская дума выступила с инициативой возродить музей, сделав его частью туристического маршрута по краю, с возможностью посетить прииски и ознакомиться с технологией промывки золота. Хронология освоения прииска подразделяется на три периода: царской России, Советского Союза и современный. В городе Берёзовском существует музей золотодобычи, но там золото добывали в шахтах, а не промывкой. В пору расцвета прииска старатели были состоятельными, им хватало денег и на семьи, и на аренду новых золотоносных участков. На местах была налажена скупка и оценка добытого золота. Самые крупные самородки добыты в начале XX века.

## Галерея

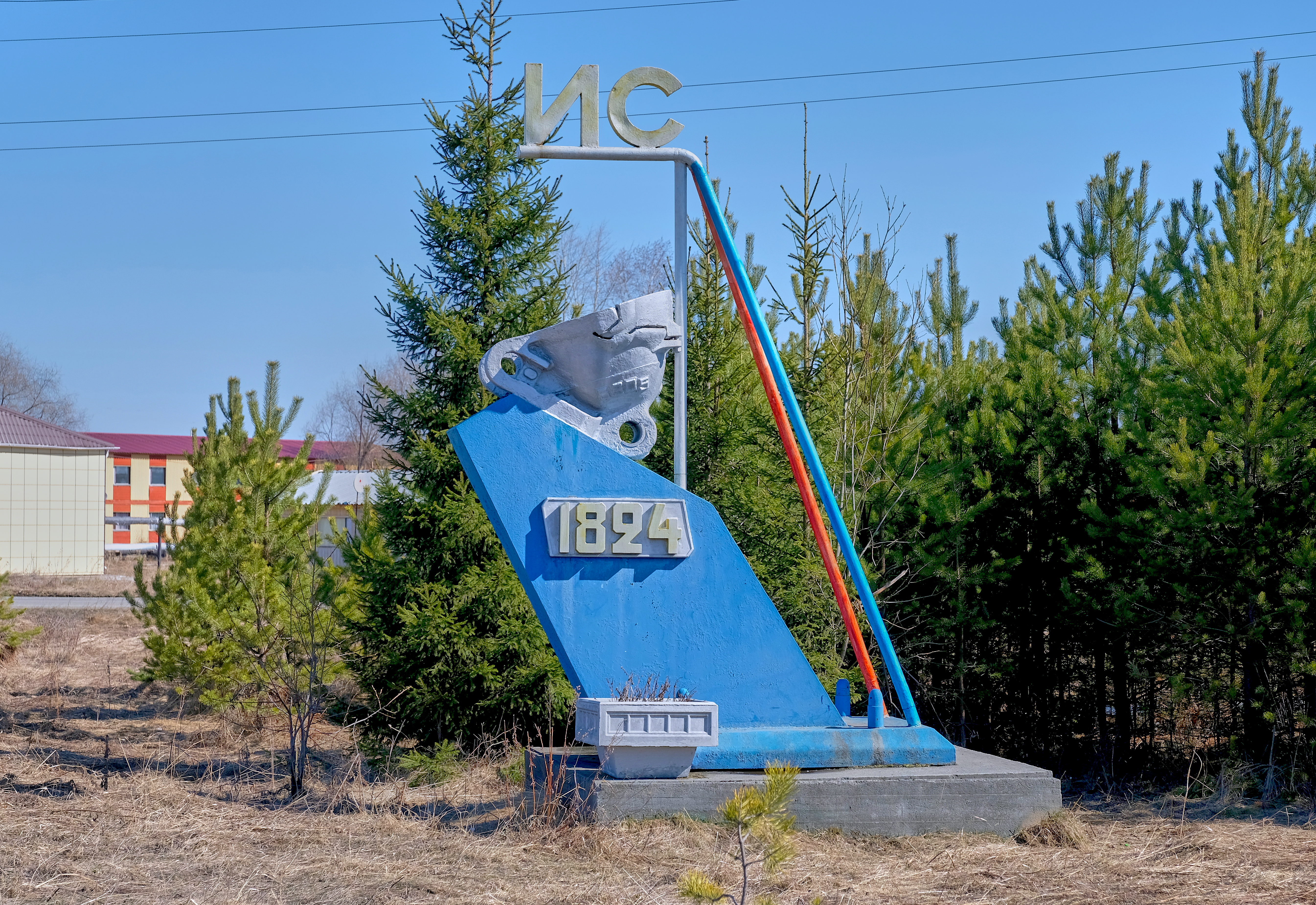
Стела на въезде в посёлок со стороны Н. Туры
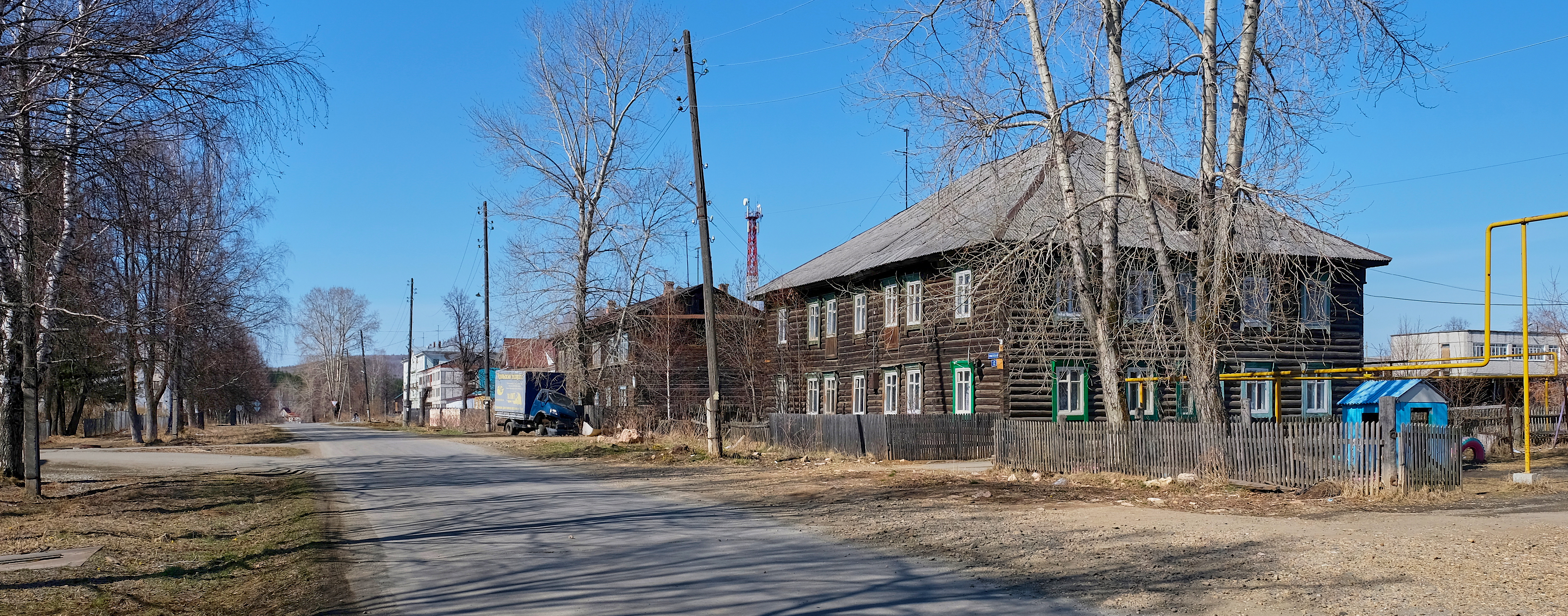
Жилые дома в посёлке
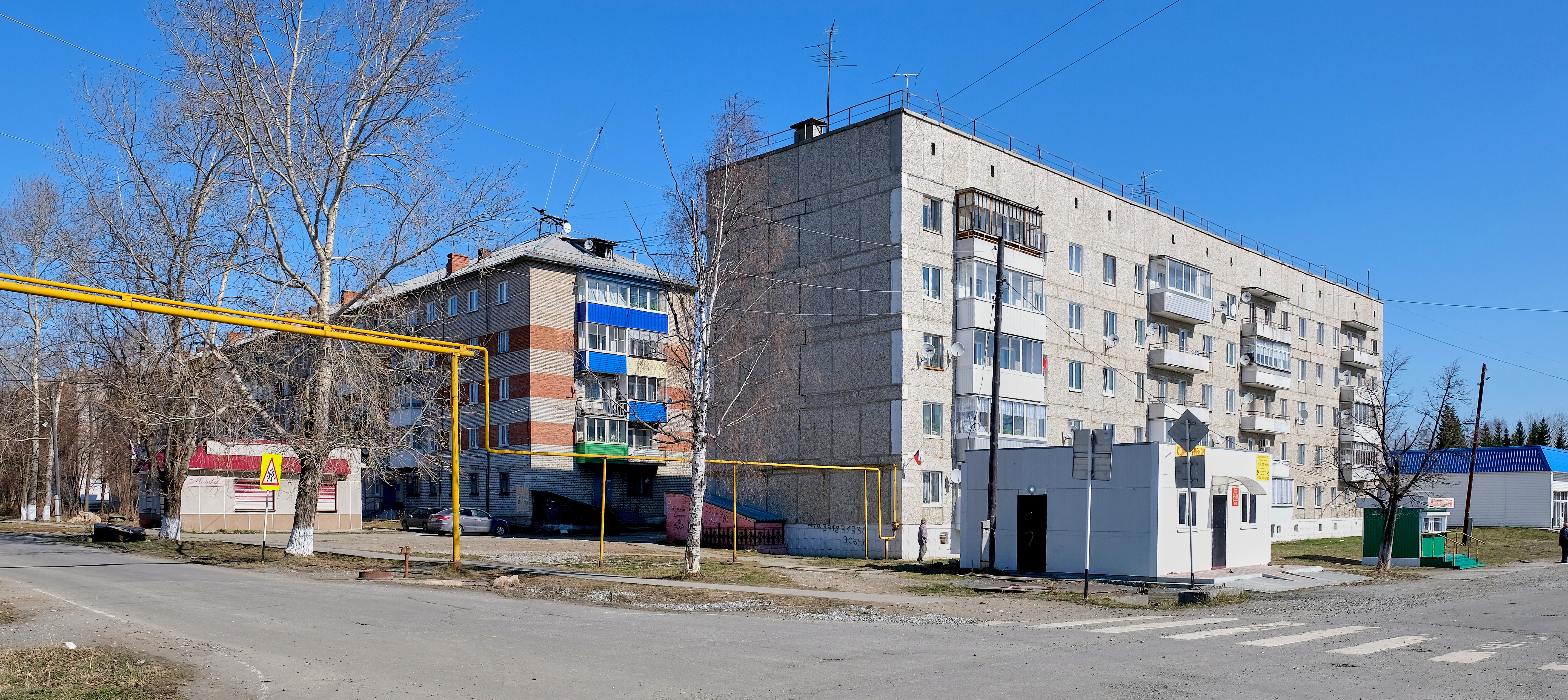
Жилые дома в посёлке
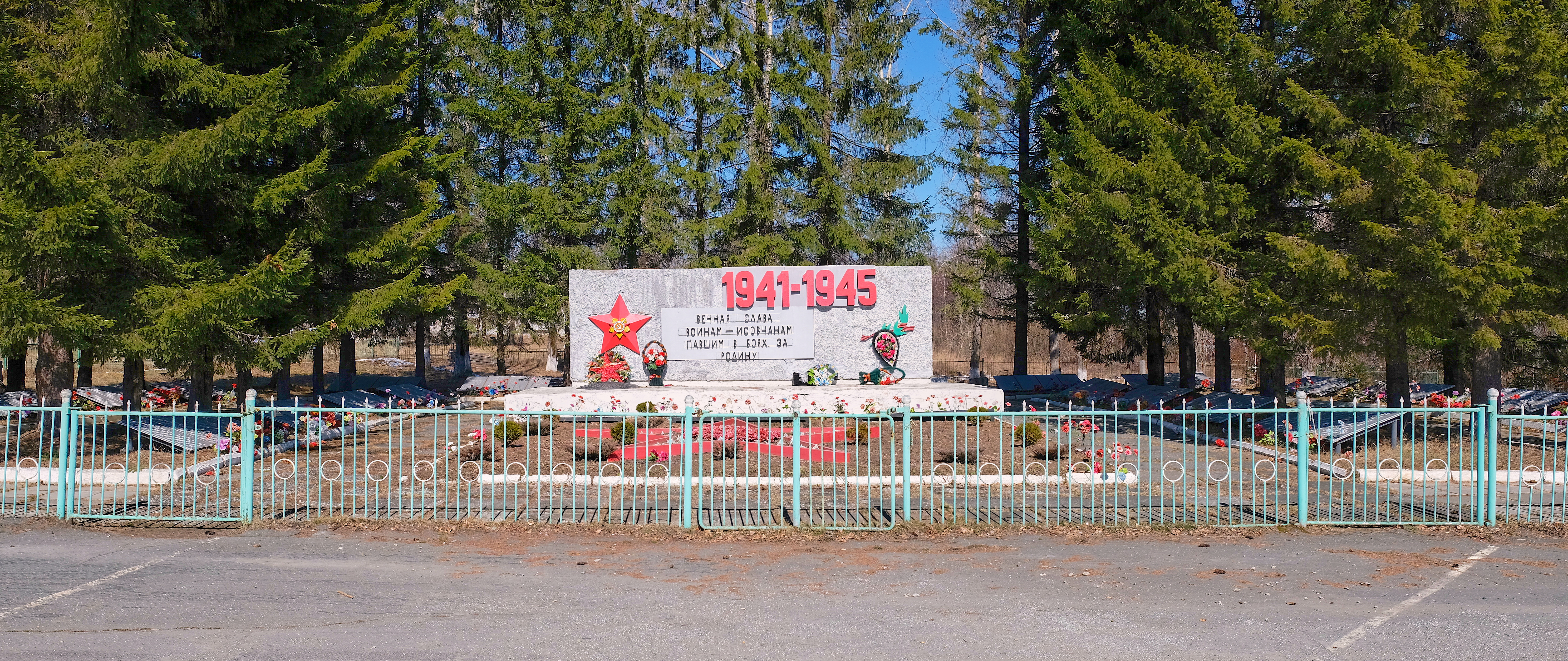
Мемориал героям Великой Отечественной войны
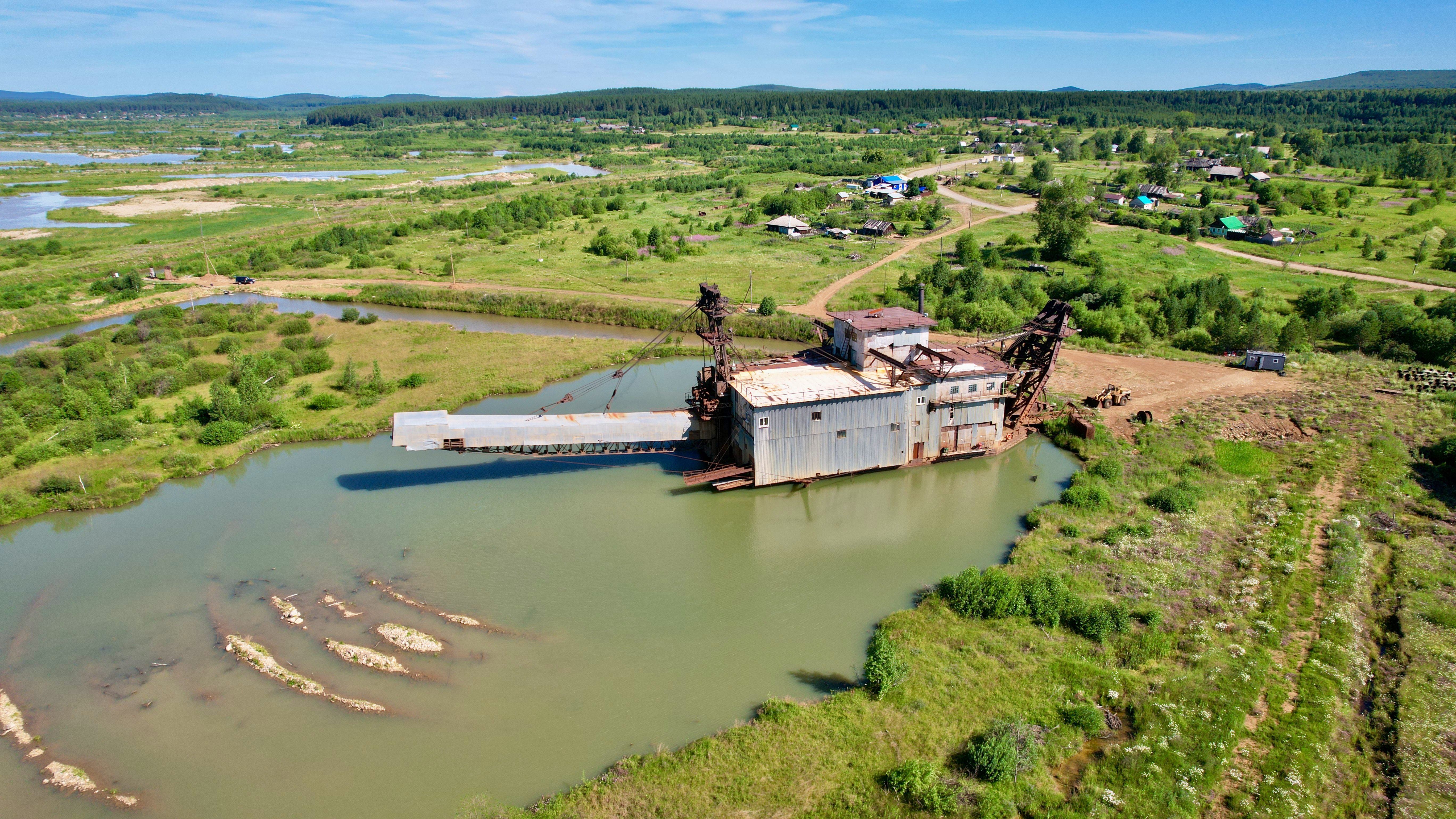
Золотодобывающая драга на реке Ис
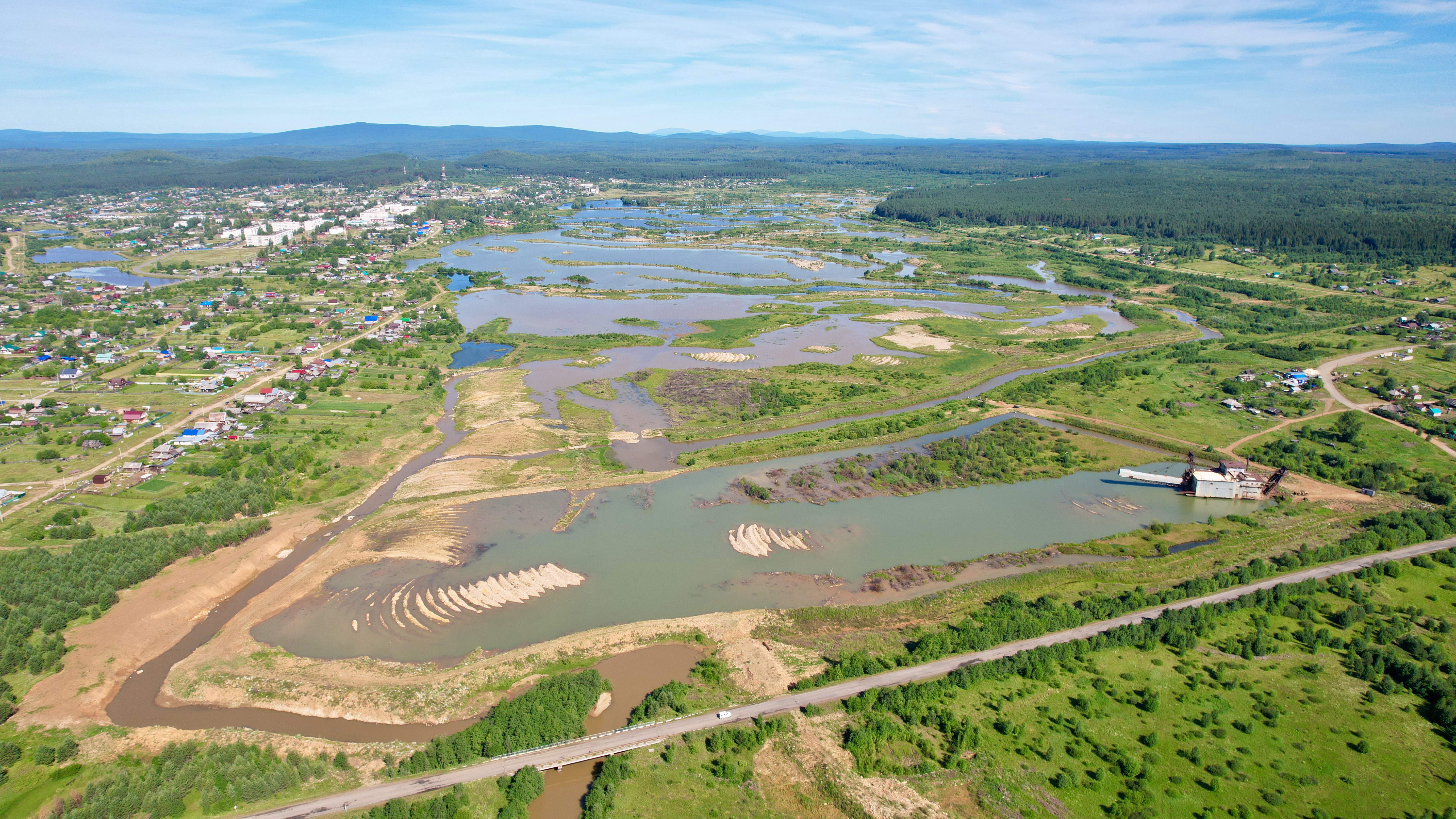
Река Ис в посёлке
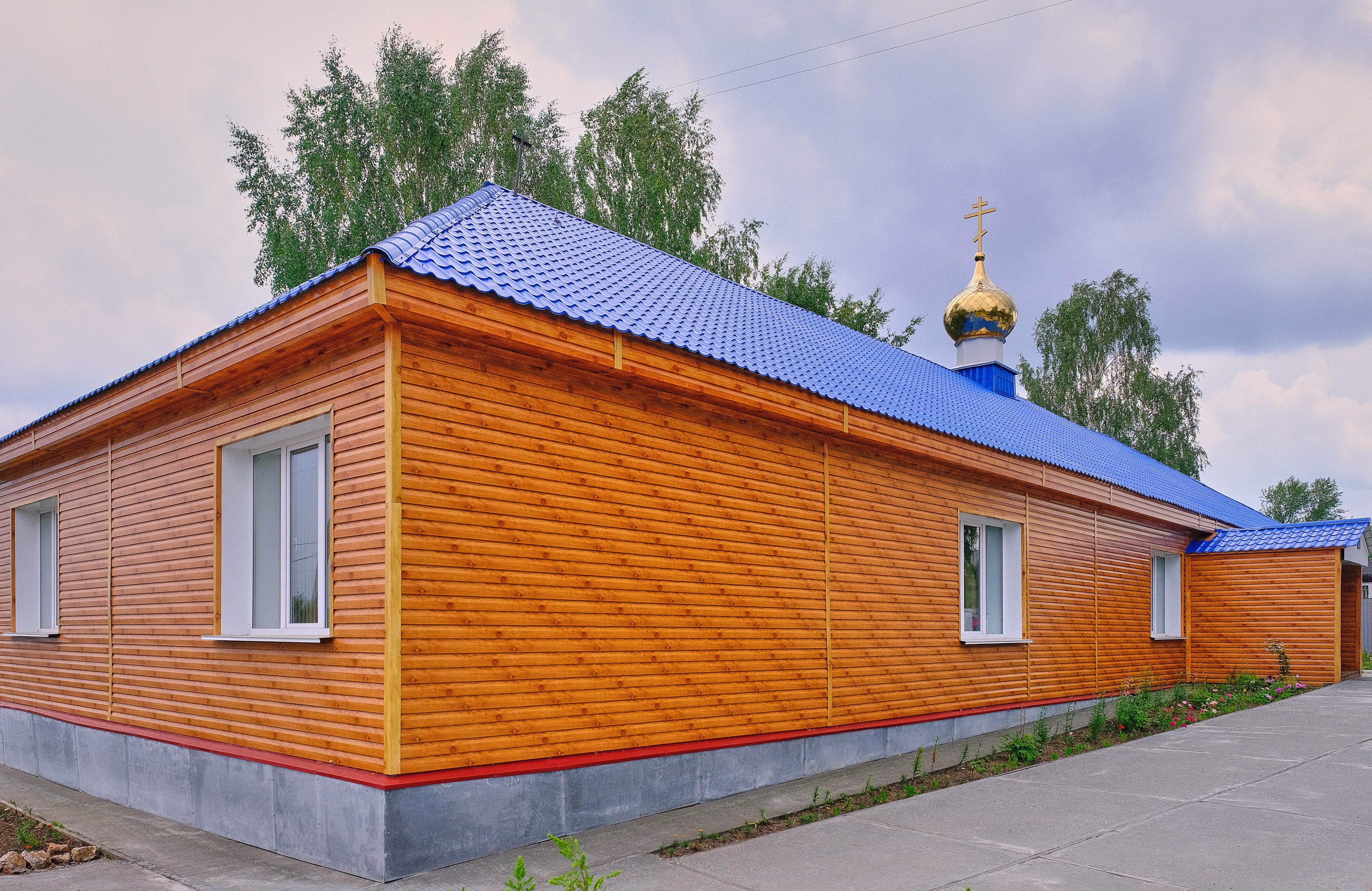
Приход храма во имя преподобных Зосимы и Савватия Соловецких
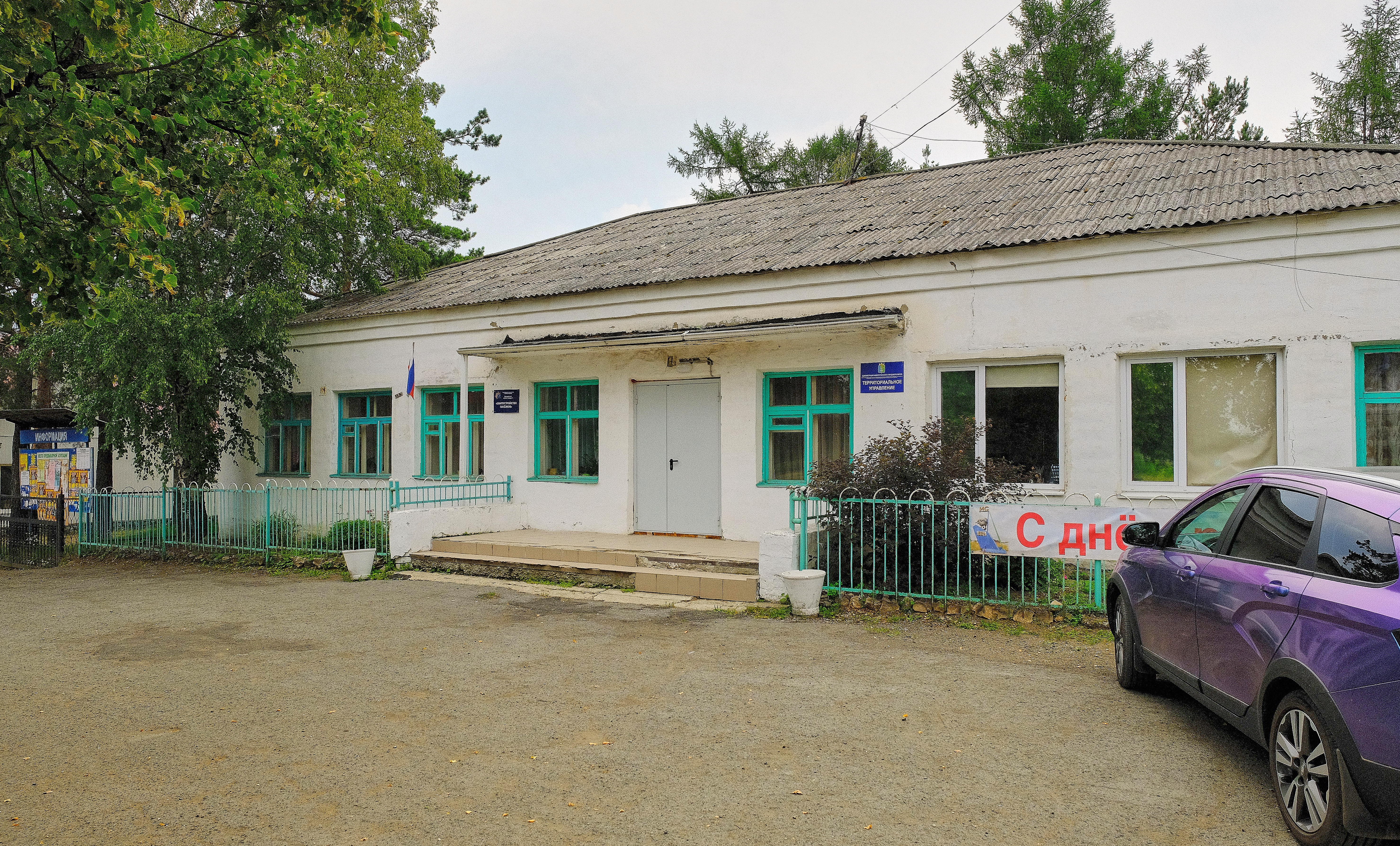
Администрация посёлка
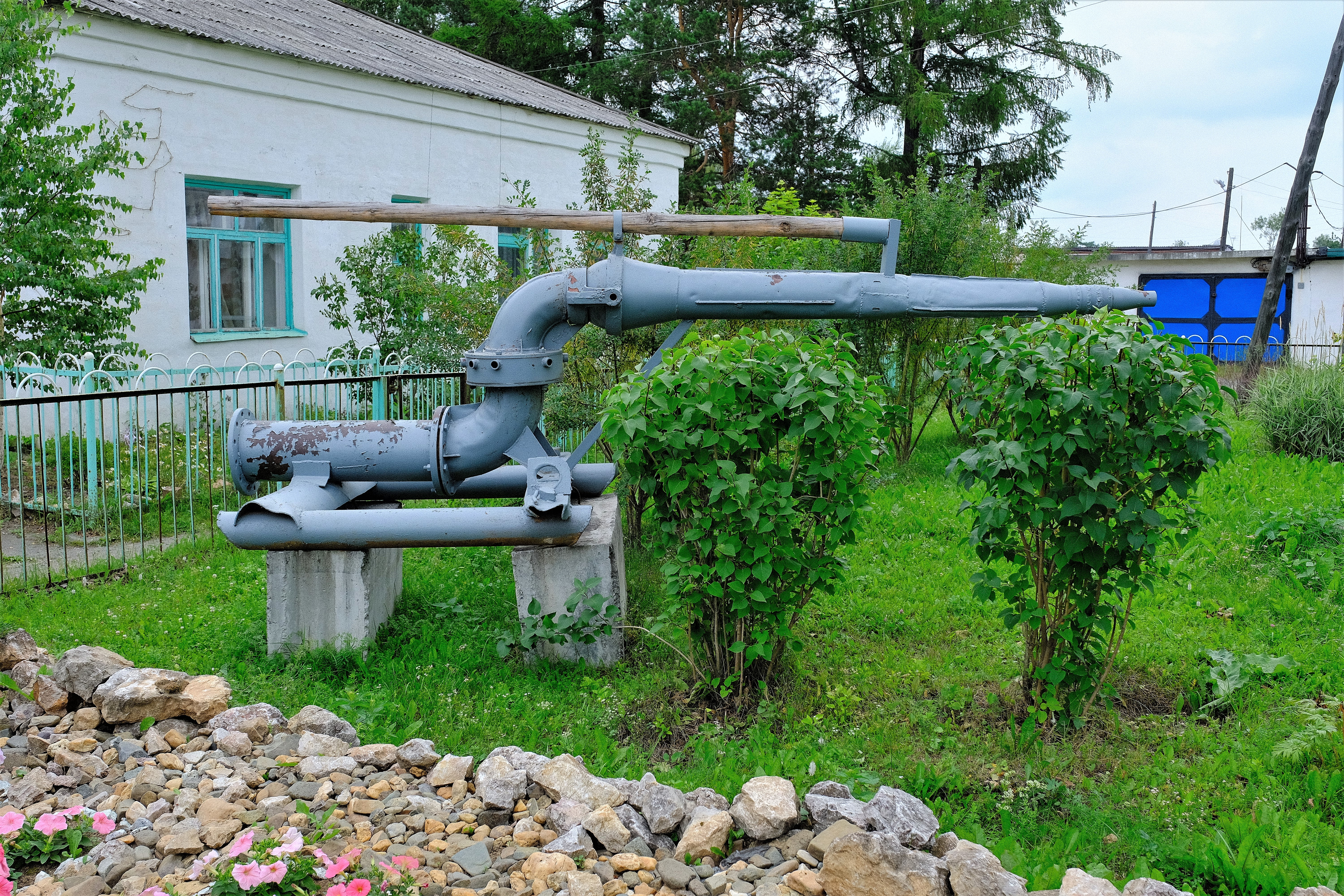
Монумент в виде части гидромонитора